# Oszustwo metodą na wnuczka
Oszustwo metodą na wnuczka – metoda oszustwa, którego ofiarą padają najczęściej osoby starsze. Oszuści wyszukują w książkach telefonicznych osoby o imionach, które mogą sugerować starszy wiek. Następnie dzwonią do swojej ofiary, podając się za bliską osobę. Rozmowę prowadzą w taki sposób, aby ofiara sama podała dane osoby bliskiej, za którą się podszyją. Następnie informują swoją ofiarę, że mieli wypadek samochodowy i potrzebują pieniędzy, aby przekazać je ofierze wypadku. Sami nie mogą przyjść po odbiór gotówki, gdyż muszą zostać na miejscu wypadku. W ich imieniu gotówkę odbierze znajoma osoba. Następnie oszust udaje się pod adres seniora i odbiera gotówkę.
Ofiary oszustwa metodą na wnuczka często tracą duże ilości gotówki.